# Vrede van Nisibis
De Vrede van Nisibis werd in 299 gesloten tussen de Sassanidische vorst Narses en de latere keizer Galerius in naam van zijn schoonvader Diocletianus.
Narses had na een periode van Perzische zwakte getracht de Romeinse invloed in Armenië te beëindigen door koning Trdat van de troon te stoten. Verder had hij getracht Syrië in zijn macht te krijgen. Na een nederlaag werd hij echter gedwongen te aanvaarden dat de grens weer terugeschoven werd naar de Tigris, waarmee een flink stuk van Mesopotamië in Romeinse handen terugkwam. Verder kwam Trdat weer op de Armeense troon en gaf Narses alle invloed in Georgië op.
Dit was zonder meer een vernedering voor de Sassaniden die ook intern tot ontevredenheid leidde en het verlangen naar revanche aanwakkerde. Narses trad uiteindelijk af ten behoeve van zijn zoon Hormazd II, die echter vrij snel stierf en het rijk overliet aan zijn pasgeboren zoontje Shapur II. De revanche liet dus op zich wachten en Rome had geruime tijd rust.